# ダーニヤール
ダーニヤール（Daniyal, 1572年9月11日 - 1604年4月8日）は、北インド、ムガル帝国の第3代皇帝アクバルの3男（正確には5男）。

## 生涯
1572年9月11日、ダーニヤールはムガル帝国の皇帝アクバルとその妃マリヤム・ウッザマーニー・ベーグムとの間に生まれた。彼はチシュティー派の聖者シャイフ・ダーニヤールの家で生まれたので、ダーニヤールと名付けられた。
1601年4月21日、ダーニヤールはデカンの太守に任命され、アブドゥル・ラヒーム・ハーンの後見を受けた。
1604年4月8日、ダーニヤールは過度の飲酒が原因で死亡した。一説には、甥のフッラムの命令により殺害されたとも言われる。
1628年2月2日には、皇位継承戦争に勝利したシャー・ジャハーンにより、ダーニヤールの息子タイムラースプ、バイスングルとフーシャングも殺害された。